# 韓多感
韓多感（1980年9月12日—），韓國女演員，本名韓恩貞，常見譯為韓恩廷、韓銀貞等。2018年12月10日透過經紀公司宣佈將活動名從本名改為藝名。

## 生平
1999年，在MBC電視劇《為了愛情》中以演員身份出道。

## 個人生活
2020年1月5日，與年長一歲的商人結婚。

## 影視作品

### 電視劇
- 2002年：SBS《漂流的愛情》
- 2002年：SBS《Orange》
- 2002年：SBS《純真年代》飾演 金明靜
- 2002年：SBS《開朗少女成功記》飾演 尹羅熙
- 2003年：SBS《男人香氣》
- 2004年：KBS《浪漫滿屋》飾演 江慧媛
- 2005年：MBC《美妙人生》飾演 李彩英
- 2006年：KBS《漢城1945》飾演 金寿任
- 2007年：SBS《相愛的人啊》飾演 金瑞英
- 2008年：MBC《大韓民國的律師》飾演 李愛麗
- 2009年：MBC《男版灰姑娘》飾演 張世恩
- 2010年：KBS《九尾狐：狐狸小妹傳》飾演 九尾狐
- 2011年：KBS《Drama Special－四百年的夢》飾演 姜熙善
- 2014年：KBS《黃金交叉》飾演 洪莎拉
- 2014年：KBS《鋼鐵人》飾演 金泰希
- 2016年：SBS《榮珠》飾演 海淑
- 2018年：SBS《Return》飾演 嚴美貞
- 2018年：SBS《如果是她的話》飾演 鄭秀珍
- 2020年：Channel A《Touch》飾演 白智允
- 2020年：JTBC《優雅的朋友們》飾演 白海淑
- 2021年：KBS《國家代表妻子》飾演 徐草熙
- 2023年：TV朝鮮《榴蓮小姐》飾演 李恩星
- 2023年：Netflix《絕世網紅》飾演 王蘿拉（特別出演）

### 電影
- 2004年：《Two Guys》
- 2008年：《神機箭》
- 2011年：《寄生靈》
- 2016年：《逆倫情慾》飾：智英

### MV
- 2005年：SG Wannabe《罪與罰》[4]（與徐俊英、河錫辰）
- 2005年：SG Wannabe《活著》（《罪與罰》續集，與徐俊英、河錫辰）
- 2005年：SG Wannabe《狂》（與黃靜音）
- 2008年：金鍾旭（朝鲜语：김종욱）《壞男人》（與李凡秀、孔賢珠）
- 2009年：M TO M《Good Bye》（與李凡秀）

## 獲獎記錄
- 2006年：KBS演技大賞－女子優秀演技獎
- 2010年：KBS演技大賞－迷你劇集部門 女子優秀演技獎
- 2011年：KBS演技大賞－獨幕劇部門 女子優秀演技獎
- 2021年：KBS演技大賞－日日劇部門 女子優秀演技獎-《國家代表妻子》

## 外部連結
- 韓多感的Instagram帳戶 